# Perrine Pelen
Perrine Pelen (ur. 3 lipca 1960 w Boulogne-Billancourt) – francuska narciarka alpejska, trzykrotna medalistka igrzysk olimpijskich i mistrzostw świata oraz zdobywczyni Małej Kryształowej Kuli Pucharu Świata.

## Kariera
Po raz pierwszy na arenie międzynarodowej Perrine Pelen pojawiła się w sezonie 1976/1977. W zawodach Pucharu Świata zadebiutowała 9 grudnia 1976 roku w Val d’Isère, zajmując szóste miejsce w gigancie. Tym samym już w swoim debiucie zdobyła pierwsze pucharowe punkty. Już 26 stycznia 1977 roku w Crans-Montana po raz pierwszy stanęła na podium, wygrywając slalom. W zawodach tych wyprzedziła Lise-Marie Morerod ze Szwajcarii oraz swą rodaczkę, Fabienne Serrat. W kolejnych startach jeszcze trzykrotnie uplasowała się w najlepszej trójce slalomu: 28 stycznia w Saint-Gervais była pierwsza, 1 lutego w Mariborze zajęła trzecie miejsce, a 5 marca 1977 roku w Sun Valley ponownie była najlepsza. W klasyfikacji generalnej zajęła siódme miejsce, a w slalomie była druga, ulegając jedynie Morerod.
Podobne wyniki osiągała w sezonie 1977/1978, który ukończyła na szóstej pozycji. Na podium stawała pięciokrotnie, odnosząc trzy kolejne zwycięstwa: 10 grudnia 1977 roku w Cervinii, 8 lutego w Megève i 5 marca 1978 roku w Stratton Mountain wygrywała slalomy. Podobnie jak przed rokiem zajęła drugie miejsce w klasyfikacji slalomu. W lutym 1978 roku wystąpiła na mistrzostwach świata w Garmisch-Partenkirchen, gdzie w gigancie zajęła ósme miejsce, a w slalomie była czwarta. Walkę o podium przegrała tam z Austriaczką Moniką Kaserer o 0,30 sekundy. Kolejne zwycięstwo odniosła 18 marca 1979 roku w Furano, wygrywając slalom. Poza tym jeszcze trzykrotnie plasowała się w najlepszej trójce i w efekcie zajęła dziewiąte miejsce w klasyfikacji generalnej i czwarte w klasyfikacji slalomu.
Najlepsze wyniki Pelen osiągnęła w sezonie 1979/1980, który ukończyła na czwartej pozycji w klasyfikacji generalnej. Wielokrotnie stawała na podium, przy czym cztery razy zwyciężała w slalomie: 9 stycznia w Berchtesgaden, 25 stycznia w Saint-Gervais, 29 stycznia w Waterville Valley oraz 8 marca 1980 roku w Wysokich Tatrach. W klasyfikacji slalomu wywalczyła jedyną a karierze Małą Kryształową Kulę, a w klasyfikacji giganta była druga za Hanni Wenzel z Liechtensteinu. Wzięła także udział w igrzyskach olimpijskich w Lake Placid w 1980 roku, gdzie wywalczyła swój pierwszy medal olimpijski. Po pierwszym przejeździe giganta Pelen zajmowała szóste miejsce, tracąc do prowadzącej Hanni Wenzel 1,12 sekundy. W drugim przejeździe osiągnęła najlepszy czas, co dało jej trzeci łączny wynik i miejsce na najniższym stopniu podium. Ostatecznie straciła 0,75 sekundy do Wenzel i 0,29 sekundy do Irene Epple z RFN. Na tych samych igrzyskach wystartowała także w slalomie, ale nie ukończyła rywalizacji. W klasyfikacji generalnej kolejnego sezonu Francuzka zajęła szóste miejsce. Na podium stawała trzy razy, z czego dwukrotnie zwyciężała w slalomie: 18 grudnia w Altenmarkt i 21 grudnia 1980 roku w Bormio.
Sezon 1981/1982 był pierwszym w jej karierze, w którym nie odniosła żadnego pucharowego zwycięstwa. Jedyne podium wywalczyła 23 stycznia w Berchtesgaden, gdzie była druga w slalomie. Na przełomie stycznia i lutego wystąpiła na mistrzostwach świata w Schladming, gdzie wywalczyła srebrny medal w kombinacji, uzyskując siedemnasty czas zjazdu i drugi czas slalomu. Na podium rozdzieliła Szwajcarkę Erikę Hess i Christin Cooper z USA. Wystartowała tam także w gigancie, jednak nie ukończyła rywalizacji. Mimo dwóch miejsc na podium w sezonie 1982/1983 osiągnęła najsłabsze wyniki w karierze. W klasyfikacji generalnej była szesnasta, w slalomie jedyny raz w karierze znalazła się poza dziesiątką, zajmując jedenastą pozycję.
Przez trzy kolejne sezony plasowała się na przełomie pierwszej i drugiej dziesiątki klasyfikacji generalnej, zajmując jednocześnie trzecie miejsce w klasyfikacji slalomu. W tym czasie łącznie dwanaście razy stawała na podium, jednak tylko dwa razy wygrywała: 14 stycznia 1984 roku w Bad Gastein i 1 grudnia 1984 roku w Courmayeur była najlepsza w slalomach. Ostatni raz w najlepszej trójce znalazła się 11 marca 1986 roku w Park City, gdzie była trzecia w slalomie. W lutym 1984 roku brała udział w igrzyskach olimpijskich w Sarajewie, gdzie w dwóch startach zdobyła dwa medale. Po pierwszym przejeździe giganta była czwarta, ze stratą 0,77 sekundy do Christin Cooper z USA. W drugim przejeździe była druga, co dało jej trzeci łączny czas i brązowy medal. Uległa tylko Debbie Armstrong i Christin Cooper. Cztery dni później wystąpiła w slalomie, osiągając czwarte czasy obu przejazdów. W efekcie uzyskała jednak drugi łączny czas, o 0,91 sekundy za Włoszką Paolettą Magoni i o 0,12 sekundy przed Ursulą Konzett z Liechtensteinu. Największy sukces osiągnęła podczas rozgrywanych rok później mistrzostw świata w Bormio, gdzie zwyciężyła w swej koronnej konkurencji. O 0,35 sekundy pokonała tam swą rodaczkę, Christelle Guignard, a o 0,40 sekundy pokonała Paolettę Magoni. Wielokrotnie zdobywała medale mistrzostw Francji, w tym dziesięć złotych: w slalomie w latach 1979-1983, 1985 i 1986 oraz gigancie w latach 1980, 1981 i 1986. W marcu 1987 roku zakończyła karierę.
Perrine Pelen ukończyła HEC Paris w 1988 roku.

## Osiągnięcia

### Igrzyska olimpijskie
| Miejsce | Dzień     | Rok  | Miejscowość | Konkurencja | Czas biegu | Strata | Zwyciężczyni     |
| ------- | --------- | ---- | ----------- | ----------- | ---------- | ------ | ---------------- |
| 3.      | 21 lutego | 1980 | Lake Placid | Gigant      | 2:41,66    | +0,75  | Hanni Wenzel     |
| DNF     | 23 lutego | 1980 | Lake Placid | Slalom      | 1:25,09    | -      | Hanni Wenzel     |
| 3.      | 13 lutego | 1984 | Sarajewo    | Gigant      | 2:20,98    | +0,42  | Debbie Armstrong |
| 2.      | 13 lutego | 1984 | Sarajewo    | Slalom      | 1:36,47    | +0,91  | Paoletta Magoni  |

### Mistrzostwa świata
| Miejsce | Dzień       | Rok  | Miejscowość            | Konkurencja | Czas biegu | Strata     | Zwyciężczyni |
| ------- | ----------- | ---- | ---------------------- | ----------- | ---------- | ---------- | ------------ |
| 8.      | 3 lutego    | 1978 | Garmisch-Partenkirchen | Slalom      | 1:24,85    | +2,23      | Lea Sölkner  |
| 4.      | 4 lutego    | 1978 | Garmisch-Partenkirchen | Gigant      | 2:41,15    | +0,82      | Maria Epple  |
| 3.      | 21 lutego   | 1980 | Lake Placid            | Gigant      | 2:41,66    | +0,75      | Hanni Wenzel |
| DNF     | 23 lutego   | 1980 | Lake Placid            | Slalom      | 1:25,09    | -          | Hanni Wenzel |
| 2.      | 31 stycznia | 1982 | Schladming             | Kombinacja  | 8,99 pkt   | +18,96 pkt | Erika Hess   |
| DNF     | 2 lutego    | 1982 | Schladming             | Gigant      | 2:37,17    | -          | Erika Hess   |
| DNF2    | 6 lutego    | 1982 | Schladming             | Slalom      | 1:41,60    | -          | Erika Hess   |
| 18.     | 6 lutego    | 1985 | Bormio                 | Gigant      | 2:18,53    | +3,69      | Diann Roffe  |
| 1.      | 9 lutego    | 1985 | Bormio                 | Slalom      | 1:29,58    | -          | -            |

### Puchar Świata

#### Miejsca w klasyfikacji generalnej
- sezon 1976/1977: 7.
- sezon 1977/1978: 6.
- sezon 1978/1979: 9.
- sezon 1979/1980: 4.
- sezon 1980/1981: 6.
- sezon 1981/1982: 8.
- sezon 1982/1983: 16.
- sezon 1983/1984: 10.
- sezon 1984/1985: 12.
- sezon 1985/1986: 13.

#### Zwycięstwa w zawodach
1. Crans-Montana – 26 stycznia 1977 (slalom)
2. Megève – 28 stycznia 1977 (slalom)
3. Sun Valley – 5 marca 1977 (slalom)
4. Cervinia – 10 grudnia 1977 (slalom)
5. Megève – 8 lutego 1978 (slalom)
6. Stratton Mountain – 5 marca 1978 (slalom)
7. Furano – 18 marca 1979 (slalom)
8. Berchtesgaden – 9 stycznia 1980 (slalom)
9. Saint-Gervais – 25 stycznia 1980 (slalom)
10. Waterville Valley – 29 stycznia 1980 (slalom)
11. Vysoké Tatry – 8 marca 1980 (slalom)
12. Altenmarkt – 18 grudnia 1980 (slalom)
13. Bormio – 21 grudnia 1980 (slalom)
14. Bad Gastein – 14 stycznia 1984 (slalom)
15. Courmayeur – 1 grudnia 1984 (slalom)

#### Pozostałe miejsca na podium
1. Maribor – 1 lutego 1977 (slalom) – 3. miejsce
2. Bad Gastein – 19 stycznia 1978 (slalom) – 3. miejsce
3. Berchtesgaden – 24 stycznia 1978 (slalom) – 3. miejsce
4. Piancavallo – 10 grudnia 1978 (slalom) – 2. miejsce
5. Les Gets – 8 stycznia 1979 (slalom) – 2. miejsce
6. Mellau – 27 stycznia 1979 (slalom) – 3. miejsce
7. Val d’Isère – 6 grudnia 1979 (gigant) – 2. miejsce
8. Piancavallo – 15 grudnia 1979 (slalom) – 2. miejsce
9. Berchtesgaden – 10 stycznia 1980 (gigant) – 2. miejsce
10. Arosa – 16 stycznia 1980 (gigant) – 3. miejsce
11. Bad Gastein – 21 stycznia 1980 (slalom) – 2. miejsce
12. Maribor – 23 stycznia 1980 (slalom) – 2. miejsce
13. Saint-Gervais – 26 stycznia 1980 (gigant) – 2. miejsce
14. Saalbach-Hinterglemm – 12 marca 1980 (gigant) – 2. miejsce
15. Val d’Isère – 4 grudnia 1980 (gigant) – 2. miejsce
16. Berchtesgaden – 23 stycznia 1982 (slalom) – 2. miejsce
17. Piancavallo – 17 grudnia 1982 (slalom) – 2. miejsce
18. Davos – 11 stycznia 1983 (slalom) – 3. miejsce
19. Val d’Isère – 11 grudnia 1983 (gigant) – 2. miejsce
20. Waterville Valley – 10 marca 1984 (slalom) – 3. miejsce
21. Jasná – 18 marca 1984 (slalom) – 2. miejsce
22. Zwiesel – 20 marca 1984 (slalom) – 3. miejsce
23. Oslo – 24 marca 1984 (slalom) – 3. miejsce
24. Park City – 19 marca 1985 (slalom) – 2. miejsce
25. Heavenly Valley – 22 marca 1985 (slalom) – 2. miejsce
26. Saint-Gervais – 26 stycznia 1986 (slalom) – 2. miejsce
27. Piancavallo – 4 lutego 1986 (slalom) – 2. miejsce
28. Heavenly Valley – 11 marca 1986 (slalom) – 3. miejsce